# Relações entre Egito e Israel
As relações exteriores entre Egito e Israel, que remontam à Guerra Árabe-Israelense de 1948, culminaram na Guerra do Yom Kippur em 1973 e foram seguidas pelo tratado de paz Egito-Israel de 1979, um ano após os Acordos de Camp David, mediados pelo presidente dos EUA Jimmy Carter. Relações diplomáticas plenas foram estabelecidas em 26 de janeiro de 1980, e a troca formal de embaixadores ocorreu um mês depois, em 26 de fevereiro de 1980, com Eliyahu Ben-Elissar servindo como o primeiro embaixador israelense no Egito e Saad Mortada como o primeiro embaixador egípcio em Israel. O Egito tem uma embaixada em Tel Aviv e um consulado em Eilat. Israel tem uma embaixada no Cairo e um consulado em Alexandria. Sua fronteira compartilhada tem duas passagens oficiais, uma em Taba e outra em Nitzana. A travessia em Nitzana é apenas para tráfego comercial e turístico. As fronteiras dos dois países também se encontram na costa do Golfo de Aqaba, no Mar Vermelho.
A paz entre o Egito e Israel dura mais de quarenta anos e o Egito se tornou um importante parceiro estratégico de Israel. Em janeiro de 2011, Binyamin Ben-Eliezer, ex-ministro da Defesa conhecido por seus laços estreitos com autoridades egípcias, afirmou que "o Egito não é apenas nosso amigo mais próximo na região, a cooperação entre nós vai além do estratégico". No entanto, o relacionamento às vezes é descrito como uma "paz fria" com muitos no Egito céticos quanto à sua eficácia. De acordo com uma pesquisa de 2019-2020, 13% dos egípcios apoiam o reconhecimento diplomático de Israel, enquanto 85% se opõem. O conflito árabe-israelense manteve as relações frias e o incitamento anti-israelense prevalece na mídia egípcia.

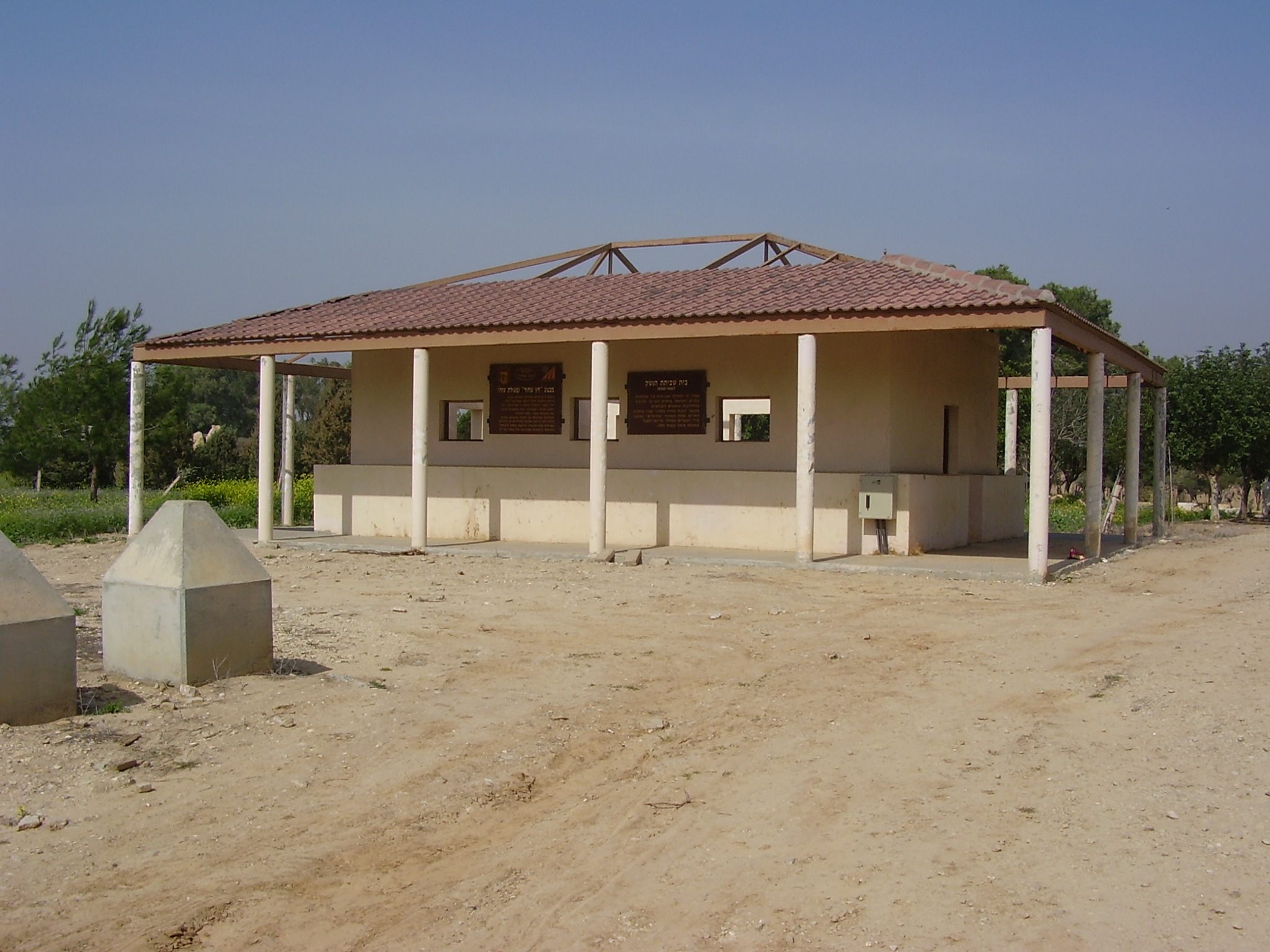
Israel–Egypt Armistice Commission building

## História

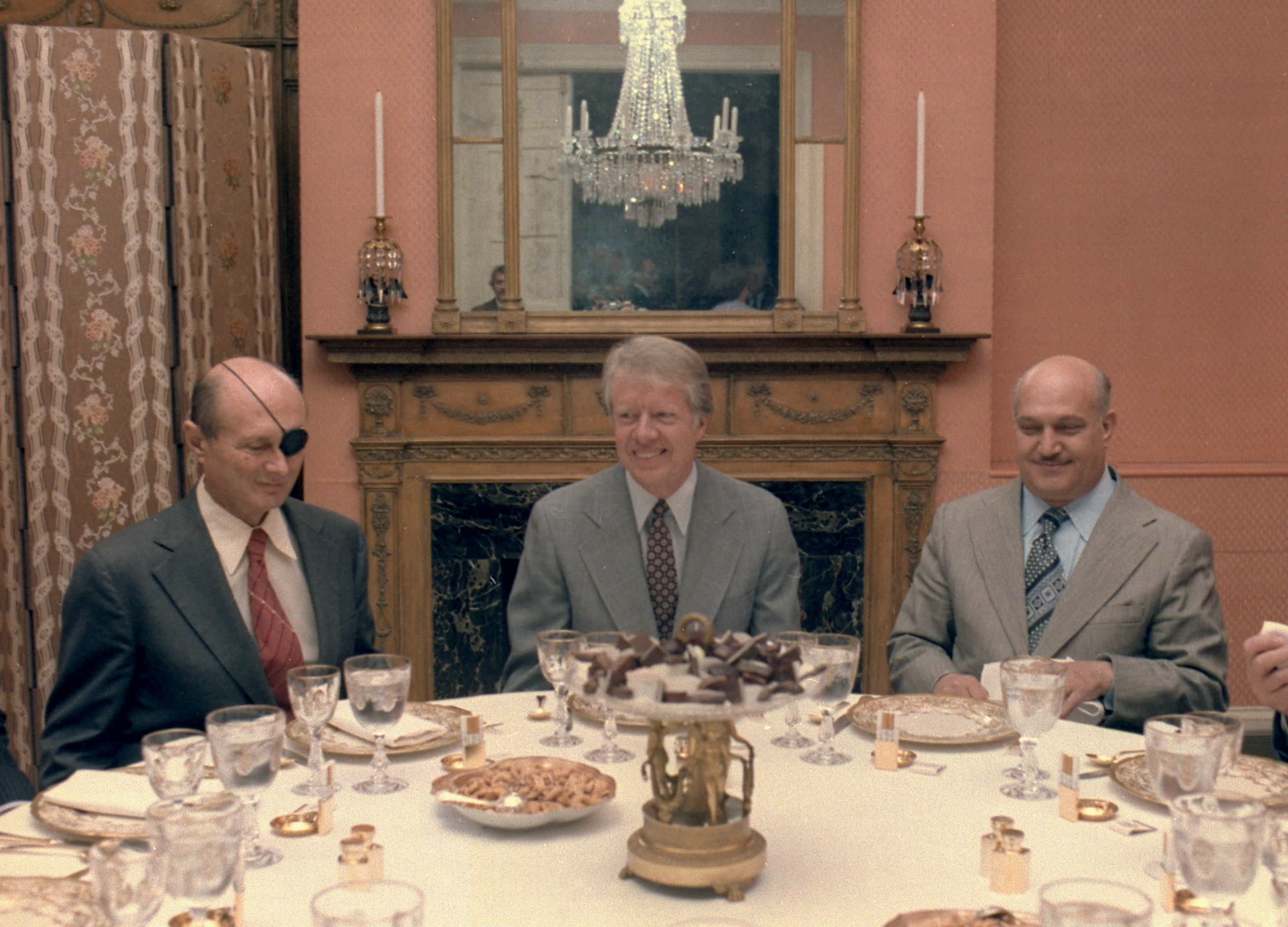
Jimmy Carter, Moshe Dayan e Kamal Hassan Ali na Blair House, 1978.

O governo egípcio se opôs em 1947 à resolução da ONU que pedia a partilha da Palestina e levou ao estabelecimento do Estado de Israel. Em 1948, o exército egípcio participou da primeira guerra árabe-israelense. A guerra entre Israel e o Egito chegou ao fim com a assinatura de um acordo de armistício em 24 de fevereiro de 1949. No entanto, a paz só foi alcançada em 1979, e os dois países permaneceram inimigos até então.
Em outubro de 1954, antes do estabelecimento de relações bilaterais formais entre os dois países, Israel considerou aderir ao Pacto dos Bálcãs, esperando que uma aliança com a Iugoslávia pudesse ajudar no desenvolvimento das relações israelenses com o Egito. Em 1956, outra guerra israelense-egípcia eclodiu, quando forças israelenses ocuparam a península do Sinai e a Faixa de Gaza em quatro dias, mas Israel foi forçado a retirar suas tropas sob pressão internacional. Em 1967, a Guerra dos Seis Dias terminou com a ocupação israelense da península do Sinai e da Faixa de Gaza.
Embora as relações diplomáticas tenham sido estabelecidas em 1980, o embaixador egípcio em Israel foi chamado de volta entre 1982 e 1988, e novamente entre 2001 e 2005, durante a Segunda Intifada.
Em 2003, VANTs da Força Aérea Egípcia entraram no espaço aéreo israelense e sobrevoaram as instalações de pesquisa nuclear em Nahal Sorek e na Base Aérea de Palmachim. Israel ameaçou abater os drones.
A Revolução Egípcia de 2011, parte da Primavera Árabe, levou a temores em Israel sobre o futuro do tratado. O primeiro-ministro israelense Benjamin Netanyahu afirmou inicialmente que esperava que qualquer novo governo egípcio respeitasse o tratado de paz com Israel, pois havia beneficiado ambos os países. Após o Exército Egípcio assumir o poder em 11 de fevereiro de 2011, anunciou que o Egito continuaria a cumprir todos os seus tratados internacionais e regionais. No entanto, as relações israelense-egípcias atingiram seu nível mais baixo desde o tratado de paz de 1979. A fronteira israelense-egípcia tornou-se uma região de conflito e instabilidade após o aumento da atividade terrorista na Península do Sinai e manifestações de hostilidade de massas de manifestantes egípcios contra Israel nas ruas do Cairo. Durante os últimos anos do governo Mubarak, o principal oficial egípcio responsável pelos contatos com Israel era o chefe da inteligência egípcia, Omar Suleiman. Suleiman foi afastado do poder junto com Mubarak, e Israel teria poucos canais de comunicação abertos com o Egito durante os eventos de 2011.
O Egito enfraqueceu o bloqueio israelense à Faixa de Gaza ao abrir a fronteira de Rafah para pessoas em maio de 2011. A Irmandade Muçulmana no parlamento egípcio desejava abrir o comércio na fronteira com Gaza, uma medida que teria sido resistida pelo governo de Tantawi no Egito.
No ataque à embaixada de Israel no Egito em 2011, milhares de manifestantes egípcios invadiram a embaixada israelense no Cairo na sexta-feira, 9 de setembro. A polícia egípcia estacionada no local tentou barrar a entrada, lançando gás lacrimogêneo na multidão. Após os manifestantes entrarem na primeira seção do edifício, o embaixador israelense e a equipe da embaixada foram evacuados por comandos egípcios. Após o ataque, Israel retirou o embaixador israelense e cerca de 85 outros diplomatas e suas famílias. Após o ataque, o exército egípcio declarou estado de emergência no país. Autoridades egípcias condenaram o ataque e disseram que os eventos faziam parte de uma conspiração externa para prejudicar a estabilidade e as relações exteriores do Egito.
Após uma troca de foguetes entre Gaza e Israel em março de 2012, o comitê parlamentar egípcio para assuntos árabes pediu ao governo egípcio que chamasse de volta seu embaixador em Israel de Tel Aviv e deportasse o embaixador israelense no Egito. Isso foi amplamente simbólico, já que apenas o conselho militar governante poderia tomar tais decisões.
Em 2012, a Irmandade Muçulmana declarou seu apoio ao tratado de paz, e o primeiro-ministro israelense Benjamin Netanyahu afirmou que não tinha problemas em lidar com a Irmandade Muçulmana, desde que o tratado de paz fosse respeitado. Após Mubarak, as autoridades egípcias continuaram a proteger um memorial do IDF no Sinai, em conformidade com suas obrigações no tratado. Os israelenses permaneceram positivos sobre o tratado após o candidato da Irmandade Muçulmana Mohammed Morsi ser eleito presidente em junho de 2012.

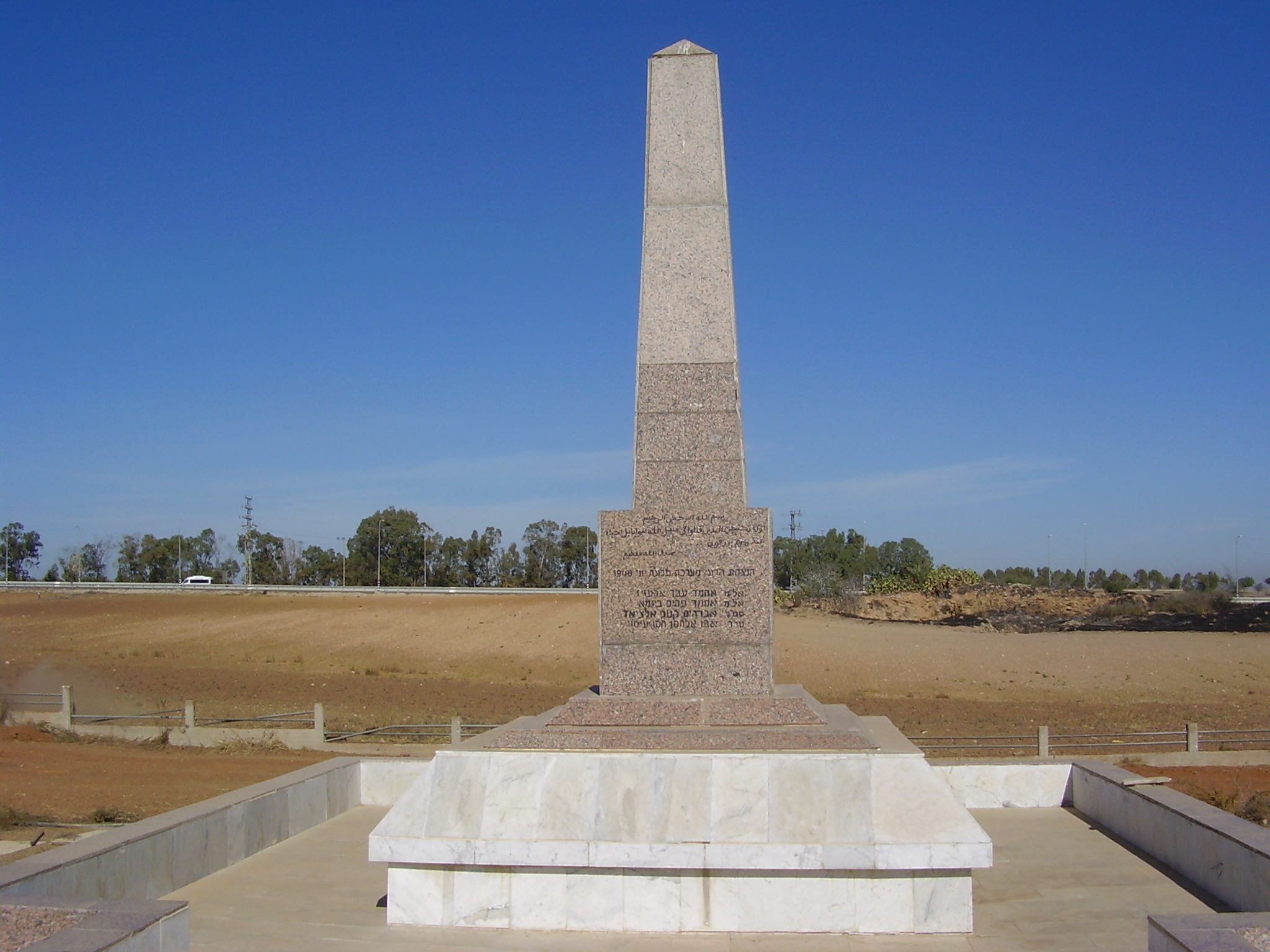
Memorial do exército egípcio em Israel

Em 24 de agosto de 2012, uma fonte militar egípcia sênior disse que o ministro da Defesa egípcio, Abdel Fattah el-Sissi, e o ministro da Defesa israelense, Ehud Barak, chegaram a um acordo sobre a questão da militarização do Sinai. Al Hayat relatou que Sissi telefonou para Barak e disse que o Egito estava comprometido em manter o tratado de paz com Israel. Sissi também disse que a militarização era temporária e era necessária para segurança e combate ao terrorismo. No entanto, um oficial de defesa israelense negou que tal conversa tenha ocorrido.
Em agosto de 2012, o exército egípcio entrou na zona desmilitarizada sem a aprovação de Israel, violando os termos do tratado de paz. O Egito também foi relatado ter implantado mísseis antiaéreos na fronteira com Israel, uma medida que claramente tem como alvo Israel, já que os grupos Beduínos na Sinai não possuem aeronaves. No entanto, outras agências de notícias relataram que o exército egípcio havia realmente apreendido armamentos antiaéreos, antitanque e antipessoal que estavam destinados a serem contrabandeados para a Faixa de Gaza controlada pelo Hamas. Isso foi além da destruição de mais de 100 túneis usados para contrabando. No final de agosto de 2012, Morsi disse que as operações de segurança não ameaçam ninguém e "não deve haver qualquer tipo de preocupação internacional ou regional com a presença de forças de segurança egípcias". Morsi acrescentou que a campanha estava em "pleno respeito aos tratados internacionais".
Em 8 de setembro de 2012, um oficial israelense confirmou que existe coordenação entre Israel e o Egito em relação à Operação Águia. O porta-voz militar egípcio Ahmed Mohammed Ali havia anunciado anteriormente que o Egito estava consultando Israel sobre suas medidas de segurança no Sinai.
As relações melhoraram significativamente entre Israel e o Egito após a remoção de Morsi do poder em julho de 2013, com estreita cooperação militar durante a Insurgência no Sinai. Notavelmente, Israel permitiu que o Egito aumentasse o número de tropas implantadas na península do Sinai além dos termos do tratado de paz. Esses desenvolvimentos, junto com o deterioramento das relações Israel-Jordânia, levaram alguns a chamar o Egito de "aliado mais próximo" de Israel no mundo árabe, enquanto outros afirmam que as relações permanecem relativamente frias. Sisi manteve a política de presidentes egípcios anteriores de prometer não visitar Israel até que Israel reconheça a estadualidade palestina, embora seu ministro das Relações Exteriores, Sameh Shoukry, tenha visitado Israel.
Em 2 de julho de 2015, um dia após os ataques a 15 postos de controle do Exército Egípcio, Israel anunciou que estava dando ao Egito "carta branca para operar no norte do Sinai contra grupos jihadistas locais, ignorando voluntariamente um anexo aos Acordos de Paz de Camp David de 1979 que proíbe a presença de forças egípcias significativas na área." Israel também iniciou uma campanha aérea secreta em apoio às forças egípcias no Sinai, realizando ataques aéreos frequentes contra jihadistas em coordenação com o Egito. Esta foi a primeira vez que Israel e o Egito lutaram do mesmo lado em uma guerra. Para evitar uma reação negativa no Egito, ambos os países tentaram esconder o envolvimento de Israel, e os drones, aviões e helicópteros israelenses que realizavam missões no Sinai não tinham identificação.
Em 3 de novembro de 2015, o Egito votou a favor da adesão de Israel à UNOOSA, marcando a primeira vez na história que o Egito votou a favor de Israel nas Nações Unidas.
As relações melhoraram ainda mais após a eleição de Donald Trump como Presidente dos Estados Unidos e a ascensão de Mohammed bin Salman a Príncipe Herdeiro da Arábia Saudita, com o Egito se juntando a essas nações para pressionar a Autoridade Palestina e a Jordânia a aceitar propostas de paz lideradas pelos EUA.
Em 22 de março de 2022, Sisi se reuniu com o presidente dos Emirados Árabes Unidos, Mohamed bin Zayed Al Nahyan, e Naftali Bennett no Egito. Eles discutiram relações trilaterais, a Guerra Russo-Ucraniana e o acordo nuclear com o Irã. As relações israelense-egípcias pioraram após o início da guerra em Gaza em 2023-2024, e o governo egípcio fez protestos veementes contra a invasão israelense de Rafah em maio de 2024.

## Incidentes na fronteira

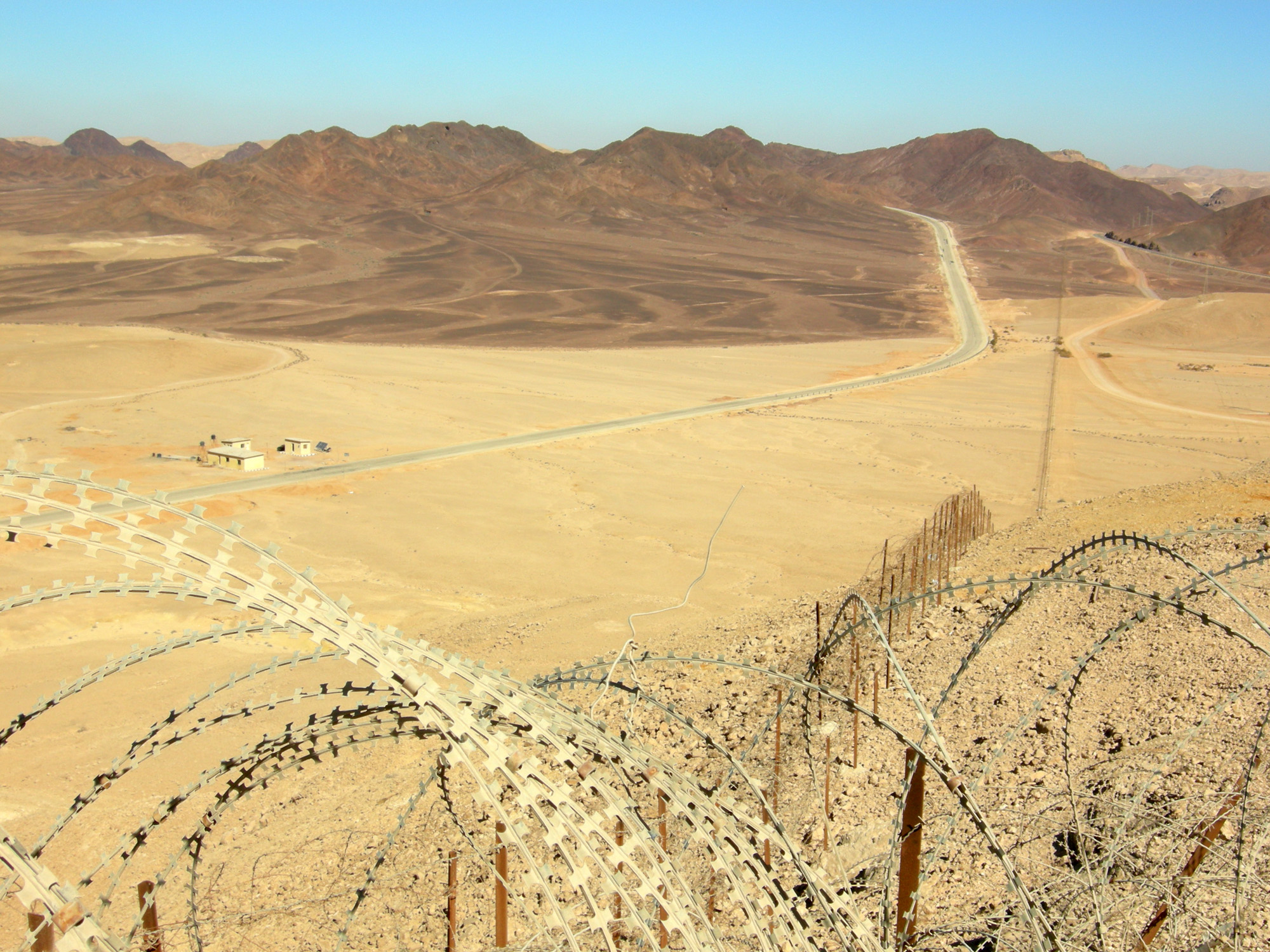
Fronteira Egito-Israel ao norte de Eilat

Em novembro de 2010, Israel começou a construção de uma cerca de 5 metros de altura ao longo de sua fronteira com o Egito, conhecida como Barreira Egito-Israel, concluída em dezembro de 2013. A cerca se estende por 245 quilômetros, da passagem de Kerem Shalom no norte até Eilat no sul. A cerca foi planejada para bloquear a infiltração de refugiados e solicitantes de asilo da África, mas ganhou urgência com a queda do regime de Mubarak.
Os ataques transfronteiriços no sul de Israel em 2011 ocorreram em agosto; agressores do Egito mataram oito israelenses. Oito agressores teriam sido mortos por forças de segurança israelenses e mais dois por segurança egípcia. Cinco soldados egípcios também foram mortos. Em resposta, manifestantes invadiram a embaixada israelense. Durante os protestos, Ahmad Al-Shahhat subiu ao telhado da Embaixada de Israel e removeu a bandeira israelense, que foi então queimada pelos manifestantes.
Em 5 de agosto de 2012, ocorreu um ataque transfronteiriço, quando homens armados emboscaram uma base militar egípcia na Península do Sinai, matando 16 soldados e roubando dois veículos blindados, que usaram para infiltrar-se em Israel. Os atacantes atravessaram o posto de fronteira de Kerem Shalom para Israel, onde um dos veículos explodiu. Em seguida, envolveram-se em um tiroteio com soldados das Forças de Defesa de Israel (IDF), durante o qual seis dos atacantes foram mortos. Nenhum israelense ficou ferido.
Em 2 de junho de 2023, três soldados das IDF e um policial da Polícia Nacional Egípcia foram mortos em uma troca de tiros perto da fronteira egípcio-israelense. Foi o primeiro incidente fatal entre os dois países em mais de uma década. 
Em 27 de maio de 2024, um soldado egípcio foi morto após um confronto entre forças egípcias e israelenses perto do Posto de Passagem de Rafah.

## Cooperação em segurança
A cooperação em segurança foi aumentada como resultado do Ataque na fronteira egípcio-israelense em 2012 e a subsequente Operação Águia contra soldados egípcios no Sinai. O coronel egípcio Ahmed Mohammed Ali disse que "o Egito está coordenando com o lado israelense sobre a presença das forças armadas egípcias no Sinai. Eles sabem disso. O desdobramento das forças armadas em todo o território do Sinai não é uma violação do tratado de paz entre o Egito e Israel."

## Mediação diplomática
Os governantes pós-Mubarak do Egito foram fundamentais na mediação entre Hamas e Israel para a Troca de prisioneiros de Gilad Shalit que levou à libertação do soldado israelense Gilad Shalit em troca de 1.027 prisioneiros palestinos entre outubro e dezembro de 2011.

## Laços econômicos
De acordo com o Instituto de Exportação e Cooperação Internacional de Israel, havia 117 exportadores para o Egito ativos em Israel em 2011, e as exportações de bens de Israel para o Egito cresceram 60% em 2011, para US$ 236 milhões.
O gasoduto que fornece gás do Egito para a Jordânia e Israel foi atacado oito vezes entre a queda de Mubarak em 11 de fevereiro e 25 de novembro de 2011. O Egito tinha um acordo de 20 anos para exportar gás natural para Israel. O acordo é impopular entre o público egípcio, e críticos dizem que Israel estava pagando abaixo do preço de mercado pelo gás. O fornecimento de gás para Israel foi unilateralmente interrompido pelo Egito em 2012 porque Israel supostamente violou suas obrigações e parou os pagamentos alguns meses antes. Crítico da decisão, o primeiro-ministro israelense Benjamin Netanyahu também insistiu que o corte não tinha relação com o tratado de paz, mas sim "uma disputa comercial entre a empresa israelense e a empresa egípcia"; o embaixador egípcio Yasser Rida também disse que o governo egípcio via isso como uma divergência comercial, não uma disputa diplomática. O ministro das Relações Exteriores Avigdor Lieberman disse o mesmo, acrescentando que talvez o fornecimento de gás estivesse sendo usado como material de campanha para as eleições presidenciais egípcias. O ministro da Infraestrutura Nacional Uzi Landau rejeitou alegações de que a disputa era puramente comercial.

### Livros
Barnett, Michael N. (1992). Confronting the Costs of War : Military Power, State, and Society in Egypt and Israel. [S.l.]: Princeton University Press. ISBN 9781400800292
Friedlander, Melvin A. (1983). Sadat and Begin: the Domestic Politics of Peacemaking. [S.l.]: Westview Press. ISBN 9781400800292
Moshe, Gat (2012). In Search of a Peace Settlement: Egypt and Israel between the Wars, 1967–1973. [S.l.]: Princeton University Press. ISBN 9781349350872
Barnett, Michael N. (1992). Confronting the Costs of War : Military Power, State, and Society in Egypt and Israel. [S.l.]: Princeton University Press. ISBN 9781400800292
Gawrych, George W. (2000). The Albatross of Decisive Victory: War and Policy Between Egypt and Israel in the 1967 and 1973 Arab–Israeli Wars. [S.l.: s.n.] ISBN 9780313313028
Kilot, Nurit (1995). The Evolution of the Egypt-Israel Boundary: From Colonial Foundations to Peaceful Borders. [S.l.]: International Boundaries Research Unit. ISBN 9781897643174
Lee, Lai M. (2012). Historical Review of U.S. Foreign Aid as a Tool of Foreign Policy in Israel and Egypt During 1952–1969 (Tese). School of Advanced Military Studies, United States Army Command and General Staff College
Oren, Michael B. (1993). The Origins of the Second Arab-Israel War: Egypt, Israel and the Great Powers, 1952–56. [S.l.]: Routledge. ISBN 9781138977792
Podeh, Elie (2015). Chances for Peace: Missed Opportunities in the Arab-Israeli Conflict. [S.l.]: University of Texas Press. ISBN 9781477312223
Sachar, Howard M. (1981). Egypt and Israel. [S.l.]: Richard Marek Publishers. ISBN 9780399901249
Shalom, Zaki (1999). The Superpowers Israel and the Future of Jordan 1960–63: The Perils of the Pro-Nasser Policy. [S.l.]: Sussex Academic Press. ISBN 9781902210148
Sharnoff, Michael (2017). Nasser's Peace Egypt's Response to the 1967 War With Israel. [S.l.]: Transaction Publishers. ISBN 9781412865159
Stein, Kenneth W. (1999). Heroic Diplomacy : Sadat, Kissinger, Carter, Begin and the Quest for Arab–Israeli Peace. [S.l.]: Routledge. ISBN 9780415921558
Steinberg, Gerald M.; Rubinovitz, Ziv (2017). Menachem Begin and the Israel-Egypt Peace Process: Between Ideology and Political Realism. [S.l.]: Indiana University Press. ISBN 9780253071279
Sultan, David (2007). Between Cairo and Jerusalem: The Normalization between Arab States and Israel – The Egyptian Case. [S.l.]: Tel Aviv University. ISBN 9789657443033
Wright, Lawrence (2014). Thirteen days in September : Carter, Begin, and Sadat at Camp David. [S.l.]: Oneworld. ISBN 9780385352031

### Artigos de jornais
Cohen, Stephen P.; Azar, Edward E. (1981). «From War to Peace: The Transition between Egypt and Israel». Sage Publications, Inc. The Journal of Conflict Resolution. 25 (1): 87–114. JSTOR 173749
Haron, Miriam Joyce (1988). «Note: Israel and the Anglo-Egyptian Negotiations, 1953–1954». Indiana University Press. Jewish Social Studies. 50 (1): 111–116. JSTOR 4467410
Landau, Emily B. (2013). «Egypt, Israel, and the WMDFZ Conference for the Middle East: Setting the Record Straight» (PDF). Israel Journal of Foreign Affairs. 7 (1): 13–16. doi:10.1080/23739770.2013.11446529
Maoz, Zeev; Astorino, Allison (1992). «The Cognitive Structure of Peacemaking: Egypt and Israel, 1970–1978». International Society of Political Psychology. 13 (4): 647–662. JSTOR 3791495
Oren, Michael B. (1989). «Escalation to Suez: The Egypt–Israel Border War, 1949–56». Journal of Contemporary History. 24 (2): 347–373. JSTOR 260827
Oren, Michael B. (1990). «Secret Egypt–Israel Peace Initiatives Prior to the Suez Campaign». Middle Eastern Studies. 26 (3): 351–370. JSTOR 4283378
Porat, Lian (2014). «The Muslim Brotherhood and Egypt–Israel Peace» (PDF). Begin-Sadat Center for Strategic Studies. JSTOR resrep04744
Shikaki, Khalil (1985). «The Nuclearization Debates: The Cases of Israel and Egypt». Journal of Palestine Studies. 14 (4): 77–91. JSTOR 2537124. doi:10.2307/2537124
Stein, Janice Gross (2007). «Deterrence and Learning in an Enduring Rivalry: Egypt and Israel, 1948–73». Security Studies. 6 (1): 104–152. doi:10.1080/09636419608429301
Zimmerman, John (1979). «The Origins of the Fedeyeen in Nasser's Weltpolitik: Prelude to the Suez War». Taylor & Francis, Ltd. The Historian. 42 (1): 101–118. JSTOR 24445290